# Aurora (Marvel Comics)
Aurora, il cui vero nome è Jeanne-Marie Beaubier, è un personaggio dei fumetti creato da Chris Claremont (testi) e John Byrne (testi e disegni), pubblicato dalla Marvel Comics. La sua prima apparizione avviene in The Uncanny X-Men (vol. 1) n. 120 (aprile 1979).
È uno dei componenti della formazione originale di Alpha Flight, di cui fanno parte anche Northstar, suo fratello gemello, e Sasquatch, di cui è l'ex amante.

## Biografia del personaggio
Jeanne-Marie Beaubier e il suo fratello gemello Jean-Paul furono separati in giovane età dopo la morte dei loro genitori. Jean-Paul fu adottato dai coniugi Martin, che erano i cugini di sua madre. I Martin non potevano permettersi di adottare anche Jeanne-Marie e disposero perché fosse allevata al Collegio femminile DuPont in LaVelle, Quebec, una scuola religiosa conservatrice. Poco tempo dopo i Martin si trasferirono nel Quebec settentrionale. I Martin morirono in un incidente alcuni anni dopo e Jean-Paul venne sistemato in una casa famiglia, ignaro di avere una sorella.
Estremamente nervosa e introversa Jeanne-Marie Beaubier fu infelice nella scuola di Madame DuPont e all'età di tredici anni tentò il suicidio gettandosi giù dal tetto di uno degli edifici scolastici. Invece di sfracellarsi al suolo e morire Beaubier scoprì che poteva volare a grande velocità. Inconsapevole di essere una mutante, la sua forte fede religiosa le fece credere che la sua capacità di volare fosse il risultato di un miracolo divino. Il mattino seguente spiegò ciò che pensava fosse successo alla preside. Quest'ultima, ritenendo la ragazzina colpevole di blasfemia, le inflisse una punizione corporale. Questo incidente innescò un disturbo dissociativo della personalità in Jeanne-Marie. Emerse una seconda personalità, estroversa e molto più disinibita. Sotto l'influenza di questa personalità quella stessa notte abbandonò la scuola di nascosto. Al suo ritorno, tre giorni dopo, non ricordava dove fosse stata o cosa avesse fatto e venne nuovamente punita corporalmente. Il trauma che ne derivò fu così forte che Jeanne-Marie represse la sua seconda personalità.
Cinque anni dopo, lo sforzo di Beaubier per diventare insegnante viene coronato. Da allora Beaubier ha cercato di porre ordine nella sua vita diventando una donna composta e capace di reprimere i propri istinti. Ma la stessa sera in cui la sua richiesta viene accettata, la sua seconda personalità riemerge e la induce a recarsi a Montreal. Presa d'assalto da alcuni rapinatori, ne mette a terra uno inconsapevole di farlo ad una velocità superumana. Questo è il primo episodio in cui fa uso dei suoi poteri dopo cinque anni. Il secondo rapinatore viene bloccato da Wolverine, il quale assiste al tentativo di rapina. Riconoscendo i superpoteri di Beaubier, Wolverine la invita a recarsi ad Ottawa per incontrare James MacDonald Hudson, che stava organizzando un gruppo di agenti per il "dipartimento canadese H". Hudson la accetta come nuova recluta e la riunisce a suo fratello. Dopo un periodo di addestramento, entrambi i fratelli Beaubier si uniscono al team creato da Hudson dal nome Alpha Flight, con il nome in codice di Aurora e Northstar.
Aurora, come detto, soffre spesso di disturbo dissociativo della personalità: Jeanne-Marie è la sua personalità normale mentre Aurora è il tratto oscuro e represso di Jeanne-Marie. Le due personalità furono in seguito ricongiunte in una sola sebbene la sua salute mentale andasse progressivamente deteriorandosi fino a dividersi nuovamente.
Negli ultimi tempi Beaubier ha cominciato a soffrire nuovamente di sdoppiamento della personalità. Per un certo periodo le sue personalità di Aurora e Jeanne-Marie si sono manifestate in maniera confusa senza mai distinguersi in maniera netta come due personalità diverse, successivamente ha iniziato a manifestarsi una terza personalità che fondamentalmente assume i tratti di Aurora con un senso della responsabilità più marcato.
Aurora è infine diventata un agente di Weapon X ed ha intrapreso una relazione segreta con il direttore di Weapon X. Aurora ha cercato di lottare contro il controllo mentale creando una terza personalità che non ne fosse affetta. Sconfisse il direttore e riuscì a scappare.
In più, un'Aurora alternativa dalla relativamente nuova Carriera di Alpha Flight è stata riportata ai giorni nostri con i suoi compagni di squadra, lontano da Sasquatch. All'ultimo contatto, questo gruppo stava continuando a comportarsi come Alpha Flight nei giorni nostri.

## Poteri e abilità
Aurora ha il potere del volo e di velocità superumana, insieme ad una sconosciuta, ma potenzialmente estremamente elevata, agilità.
Metabolismo Accelerato
Sia Aurora che Northstar hanno un metabolismo accelerato che può essere utilizzato per guarire velocemente le ferite. Northstar lo ha detto durante le sue mini-serie.
Luce Calmante
Aurora ha l'abilità di proiettare una luce calmante che fa provare alla vittima emozioni e ricordi che lo fanno sentire in pace. È stato detto che sotto questa influenza sembra di essere sotto novocaina. È abbastanza potente da colpire la Torcia Umana mentre vola, e farla rilassare al punto da far spegnere la sua fiamma, facendolo precipitare verso il suo cupo destino. Può essere utilizzato anche per rompere il controllo telepatico, più o meno quello che ha fatto contro Headlok, un avversario dei Vendicatori della Costa Ovest.